# Etangs
Etangs es una localidad de Santa Lucía, que forma parte de los distritos de Choiseul y Soufrière.